# 아디오스 (영화)
《아디오스》(영어: Adios)는 2019년 11월에 개봉한 스페인의 액션, 스릴러, 드라마 영화이다.
 파코 카베자스가 감독과 각본을 맡았다.
 스페인은 2019년 11월 22일에 대한민국은 2020년 7월 22일에 개봉되었다.

## 줄거리
형 대신 수감된 마약 카르텔의 일원인 후안은

어린 딸의 첫 성찬식을 위해 외출을 허락받고

성찬식에 갔지만 오는길에 교통사고로 인해 딸을

잃게 되고 복수를 다짐하게 된다

교통사고 범인을 찾던 후안은 사건이 단순 교통사고가

아닌 것을 하나씩 하나씩 찾게 되고 이 사건을 맡게 된

형사들 중 엘리 형사는 후안과 함께 이 사건을 파헤지는데...

## 출연진
- 마리오 카사스 - 후안 역
- 나탈리아 드 몰리나 - 트리아나 역
- 루스 디아즈 - 엘리 형사 역
- 모나 마르티네스 - 마리아 역
- 카를로스 바르뎀 - 포르투나 역
- 비센테 로메로 - 안드레아스 역
- 필라 고메즈 - 마라비야 역